# Teherán (serie de televisión)
Teherán (en hebreo: טהרן‎) es una serie de televisión israelí de suspenso y espías creada por Moshe Zonder para el canal público israelí Kan 11. Escrita por Zonder y Omri Shenhar y dirigida por Daniel Syrkin, la serie se estrenó en Israel el 22 de junio de 2020 y el 25 de septiembre internacionalmente en Apple TV+.